# Charles Edwin Powell
Charles Edwin Powell (Houston, 5 aprile 1964) è un attore statunitense.
Charles è meglio conosciuto per interpretare il ruolo del Preside Harold Bates nella serie televisiva 15/Love.

## Biografia
Nato in Texas, Charles comincia la sua carriera viaggiando dagli USA in Francia, Spagna, Nuova Zelanda e le Isole Fiji per lavorare con attori e direttori acclamati internazionalmente e insigniti di importanti premi. 
Attualmente Charles vive a New York con la moglie e supporta alcune organizzazioni come la NYC Make-A-Wish e la The First Tee Organizations.
Charles è il fratello di Doug "Rhino" Powell, cantante leader del gruppo rock-alternativo "Cave"

## Filmografia

### Cinema
- I bambini della Tavola Rotonda (Kids of the Round Table), regia di Robert Tinnell (1995)
- New Gold Dream, cortometraggio, regia di Jim Donovan (1995)
- Screamers - Urla dallo spazio (Screamers), regia di Christian Duguay (1995)
- War at Sea: The Black Pit, regia di Brian McKenna (1995)
- War at Sea: U-boats in the St. Lawrence, regia di Brian McKenna (1995)
- 2 Mayhem 3, regia di Jim Donovan e Eugene Garcia (1996)
- Il mio amico Frankenstein (Frankenstein and Me), regia di Robert Tinnell (1996)
- Affliction, regia di Paul Schrader (1997)
- Rischioso inganno (For Hire), regia di Jean Pellerin (1997)
- Souleyad, regia di Marc S. Grenier (1997)
- La figlia oscura (The Lost Daughter), regia di Maggie Gyllenhaal (1997)
- Airspeed, regia di Robert TinLul (1998)
- Provocateur - La spia (Provocateur), regia di Jim Donovan (1998)
- Giustizia tradita (When Justice Fails), regia di Allan A. Goldstein (1998)
- Grey Owl - Gufo grigio (Grey Owl), regia di Richard Attenborough (1999)
- Requiem per l'assassino (Requiem for Murder), regia di Douglas Jackson (1999)
- The Eye - Lo sguardo (Eye of the Beholder), regia di Stephan Elliott (1999)
- The Intruder, regia di David Bailey (1999)
- Believe, regia di Robert Tinnell (2000)
- Into My Arms, regia di Scot Thiessen Gregory (2000)
- Stardom, regia di Denys Arcand (2000)
- X Change - Scambio di corpi (XChange), regia di Allan Moyle (2000)
- Fear of the Dark, regia di K.C. Bascombe (2002)
- Deception, regia di Max Fischer (2003)
- Jericho Mansions, regia di Alberto Sciamma (2003)
- Lost Junction, regia di Peter Masterson (2003)
- The 8th Plague, regia di Franklin Guerrero Jr. (2006)
- Ghost Town: The Movie, regia di Jeff Kennedy e Dean Teaster (2007)
- Synapse, regia di Sloan Copeland (2007)

### Televisione
- General Hospital – serie TV (1991)
- Cheyenne Warrior, regia di Mark Griffiths - film TV (1994)
- Million Dollar Babies – miniserie TV (1994)
- Sirens – serie TV (1994)
- Hiroshima, regia di Koreyoshi Kurahara e Roger Spottiswoode - film TV (1995)
- Kung Fu: la leggenda continua (Kung Fu: The Legend Continues) - serie TV, 2 episodi (1995-1996)
- Lo spirito del grande lago (The Pathfinder), regia di Donald Shebib - film TV (1996)
- Il richiamo della foresta (The Call of the Wild: Dog of the Yukon), regia di Peter Svatek - film TV (1997)
- Lassie, serie TV, 1 episodio (1998)
- Un gars, une fille - serie TV, 4 episodi (1998-2001)
- Mary Cassatt: An American Impressionist, regia di Richard Mozer - film TV (1999)
- Nightmare Man, regia di Jimmy Kaufman - film TV (1999)
- The Patty Duke Show: Still Rockin' in Brooklyn Heights, regia di Christopher Leitch - film TV (1999)
- Misguided Angels - serie TV, 1 episodio (1999)
- The Collectors, regia di Sidney J. Furie - film TV (1999)
- Time at the Top, regia di Jimmy Kaufman - film TV (1999)
- Live Through This, regia di Érik Canuel e George Huang - film TV (2000)
- L'ombre de l'épervier II - serie TV (2000)
- Largo Winch - serie TV (2001-2003)
- Largo Winch: The Heir, regia di David Wu - film TV (2001)
- Obsessed - Ossessione (Obsessed), regia di John Badham (2002)
- Qualcuno nella notte (Nightlight), regia di Louis Belanger - film TV (2003)
- 15/Love – serie TV (2004)
- Il dolce brivido dell'inganno (Deadly Isolation), regia di Rodney Gibbons - film TV (2005)
- Segreti dal passato (Forbidden Secrets), regia di Richard Roy - film TV (2005)
- Black Widower, regia di Christopher Leitch - film TV (2006)

## Doppiatori italiani
Nelle versioni in italiano delle opere in cui ha recitato, Christopher Allport è stato doppiato da:
- Donato Sbodio in 15/Love